# Brandy & Mr. Whiskers
Brandy & Mr. Whiskers (As Aventuras de Brandy e Sr. Bigodes no Brasil) é um desenho animado produzido e exibido pela Disney Channel. A série teve início em 21 de agosto de 2004 e terminou de ser exibida em 25 de agosto de 2006. Nos EUA série continua sendo reprisada pelo Disney Channel e no Brasil costumava ser estreada em 21 de novembro de 2005 e foi exibida na TV aberta pela TV Globinho na Rede Globo em 2008 e no Festival de Desenhos até 2010 e as vezes ela volta a ser reprisada pela Disney Channel Brasil (em alguns horários). Em Portugal, emite no Disney Channel Portugal e emitiu na SIC nos espaço Disney Kids.

## Sinopse
A série retrata a vida de uma cadelinha mimada, Brandy Harrington, que conhece o coelhinho desastrado Mr. Whiskers no compartimento de carga de um avião com destino ao Rio de Janeiro. Por acidente, Mr. Whiskers ativa uma alavanca e eles são automaticamente ejetados do avião e caem na Floresta Amazônica. Brandy se vê perdida na companhia de Mr. Whiskers e os dois são obrigados a conviver enquanto tentam sobreviver na selva, onde conhecem todo o tipo de animais e vivem diversas aventuras baseadas nas paranóias de Brandy e nas patetices do Mr. Whiskers.